# Майль, Жан Батист
Жан Батист Майль (фр. Jean-Baptiste Mailhe; 2 июня 1750 — 1 июня 1834, Париж) — французский политический деятель.

## Биография
До революции работал адвокатом в Тулузе. В 1791 году Майль был избран в Законодательное собрание, а затем и в Конвент. Именно он был докладчиком по вопросу о предании Людовика XVI суду как государственного изменника; подал голос за казнь короля, но настаивал на отсрочке.
После падения жирондистов Майль держался в стороне до 9-го термидора, но не присоединился к термидорианской реакции и энергично боролся с роялистами. Был одним из членов Совета пятисот, подвергшихся изгнанию после 18-го фрюктидора.
Во время консульства и Империи занимался адвокатурой. Изгнанный, как цареубийца, при Второй реставрации, он жил в Бельгии. В 1830 году вернулся во Францию.